# Parapalaeomastax
Parapalaeomastax – wymarły rodzaj owadów z rzędu Panorthoptera. obejmujący tylko jeden znany gatunek: Parapalaeomastax dariuszi. Żył w karbonie.

## Taksonomia i odkrycie
Rodzaj i gatunek typowy opisane zostały w 2019 roku przez Tomáša Dvořáka, Martinę Pecharovą, Wiesława Krzemińskiego i Jakuba Prokopa na łamach Acta Palaeontologica Polonica. Nazwa rodzajowa to połączenie greckiego przedrostka παρά (para-), oznaczającego tu „podobny do” z nazwą rodzaju Palaeomastax. Z kolei epitet gatunkowy nadano na cześć Dariusza Wojciechowskiego, który zebrał materiał typowy.
Opisu dokonano na podstawie pojedynczej skamieniałości, odnalezionej w kopalni Sosnowiec-Klimontów, na terenie polskiego Górnego Śląska. Znajdowała się ona w oddziale węglonośnych mułowców, w pokładach załężańskich. Pochodzi z westfalu A w karbonie późnym. Holotyp zdeponowany został w krakowskim Muzeum Przyrodniczym Instytutu Systematyki i Ewolucji Zwierząt PAN. Z tej samej lokalizacji znane są inne górnokarbońskie owady: Owadpteron z tego samego rzędu (opisany w tej samej publikacji) oraz przedstawiciele Paoliida: Darekia, Silesiapteron i Zdenekia.
Owad ten wykazuje podobieństwa w użyłkowaniu ze wspominanym rodzajem Palaeomastax, a w mniejszym stopniu także z rodzajami Coselia, Omaliella, Paralongzhua i Omalia.

## Budowa
Jedyna skamieniałość obejmuje część przedniego skrzydła o długości 34,4 mm i szerokości 14 mm. Całkowitą długość tego skrzydła oszacowano na 55 mm. Brakuje w nim części wierzchołkowej, pole kubitalne jest w części uszkodzone. Skrzydło to cechowało się szerokim polem kostalnym z licznymi, ukośnie rozmieszczonymi, cienkimi żyłkami poprzecznymi. Żyłka subkostalna tylna kończyła się na żyłce kostalnej w odsiebnej trzeciej części skrzydła. Niemal prosta żyłka radialna rozdwajała się na przednią i tylną, z których ta pierwsza była przypuszczalnie nierozwidlona, a ta druga kończyła się dając przynajmniej trzy odgałęzienia. Wspólny pień żyłki medialnej i przedniej żyłki kubitalnej był długi; ich rozejście zachodziło jednak daleko przed środkiem skrzydła. Żyłka medialna za środkiem skrzydła rozdwajała się na przednią i tylną, które na długim odcinku miały przebieg równoległy do siebie i których odsiebne rozdwojenia miały miejsce w pobliżu tylnej krawędzi skrzydła. Wolny odcinek żyłki medialnej (między oddzieleniem się od pnia CuA+M a rozwidleniem na MA i MP) miał długość nie większą niż czterokrotność szerokości pola kostalnego. Między tylną żyłką radialną a przednią żyłką medialną obecny był krótki łącznik. Wyróżnialne były dwie tylne żyłki kubitalne: CuPa i CuPb (rozwidlenie tylnej żyłki kubitalnej u Archaeorhoptera następuje u nasady skrzydła), z których ta pierwsza wcześnie łączyła się z przednią żyłką kubitalną, dając żyłkę CuA+CuPa – ta z kolei rozdzielała się na przynajmniej cztery odnogi pierwszorzędowe. Występowały co najmniej dwie żyłki analne.